# 실버호크
《실버호크》(Silverhawks)는 1986년 랜키/베이스 프로덕션, 한호흥업이 제작하고 로리마-텔레픽쳐스가 배급한 미국의 만화 시리즈이다. 이 애니메이션은 후에 스튜디오 기블리를 구성하여 나아가려고 한 그룹, 탑크래프를 포함하는 일본의 스튜디오들의 집단을 위한 활동 명칭, 패시픽 애니메이션 법인에 의해 제공되었다. 총 65개의 에피소드가 만들어졌다. 그 이전의 시리즈, 무적의 왕자 라이온와 동등한 우주로 향하는 것으로서 창작되었다.
《무적의 왕자 라이온》의 경우 처럼, 또한 당시 마블 코믹스 임프린트 스타 코믹스에 의해 출판되었던 실버호크 만화책 시리즈가 있었다.
현재, 1989년 로리마를 인수했었던 워너브라더스가 실버호크의 권리를 소유한다.
대한민국에서는 1988년 10월 12일부터 1989년 3월 29일까지 MBC에서 〈무적의 실버호크〉라는 제목으로 방영하였다.

## 등장 인물

### 실버호크(SilverHawks)
퀵실버(Quicksilver)
- 한국어판 성우 - 박기량

실버호크팀의 리더. 본명은 조나단 퀵(Jonathan Quick). 계급은 경위로 실버호크의 현장 지휘관 역할을 하고 있는 냉철한 판단력의 정의파.
삼손(Steelwill)
- 한국어판 성우 - 신성호

본명은 윌 하트(Will Hart). 아마존과 마찬가지로 경사 계급이다. 아마존과 남매간으로 연옥 파견전에 이들 오누이의 심장에 문제가 발견되어 누나와 함께 인공심장을 장착했다. 육체파이지만, 누나와 마찬가지로 엔지니어.
아마존(Steelheart)
- 한국어판 성우 - 최성우

본명은 에밀리 하트(Emily Hart). 계급은 경사. 실버호크팀의 홍일점으로 삼손의 이란성 쌍둥이 누나이다. 유능한 엔지니어이며 오누이인 탓인지 삼손과 연계 플레이가 능숙하다.
손오공(Copper Kidd)
- 한국어판 성우 - 이선호

실버호크 대원중 유일한 외계인으로 판토마임 행성 출신의 최연소 대원이다. 계급 불명. 지구인처럼 말을 하는 대신 평소 의사표현은 휘파람소리를 이용한다. 수학의 천재이며 원판 이름처럼 몸이 붉은 색이다(당연히 3배 더 빠르지는 않다). 어린이 기믹이라서인지 본프로가 끝난 직후 퀴즈에서는 학생의 기믹을 담당하고 있다.
카우보이(Bluegrass)
- 한국어판 성우 - 권혁수

실버호크의 출동용 우주선인 신기루(Maraj)의 파일럿이다. 어째서인지 리더노릇은 퀵실버가 하고 있지만, 계급은 퀵실버에게 까마득한 대략 총경급이다. 모히칸 스타일의 헤어스타일이 특징적이며 마찬가지로 사이보그지만, 다른 실버호크 대원들과 달리 비행능력은커녕 육탄전 능력 자체가 전무하다. 반면 비행기 조종 능력은 우주 최고로 카우보이처럼 비행기를 매끄럽게 착륙시키는 조종사는 우주를 통틀어 없다고 한다. 기타리스트이기도 하며 그의 전기기타는 음파 공격을 하는 무기이기도 하다. 계급이 높아서인지 본프로가 끝난 직후 퀴즈출제위원을 담당하고 있다.
천리안(Stargazer)
- 한국어판 성우 - 김기현

연옥의 서장으로 실버호크의 지휘관이다. 구형이지만, 역시 사이보그이며 소싯적에는 몬스터를 비롯해 온갖 악당들을 감옥에 가둬버렸던 보안관 타입이다. 사이보그로서의 특징은 왼쪽 눈과 귀를 대신하는 카메라 기계장치. 줌 카메라처럼 렌즈를 앞뒤로 움직일 수 있으며 이를 통해 기지에 침입한 악당의 모습을 반사시켜 보여주어 실버호크 일행에게 위기를 알려주는 에피소드도 있다.
황금날개(Hotwing)
- 한국어판 성우 - 김용식

실버호크에 추가 대원으로 들어오게 되는 대원중 한 명으로 흑인 마술사(실은 초능력자)이다. 색상은 황금색.
미래돌이(Flashback)
- 한국어판 성우 - 김관철

실버호크들이 순직한 후 들어온 대원으로 들어오게 되는 대원중 한 명으로 색상은 녹색, 이름처럼 시간 이동능력을 갖고 있어서 첫 등장시에는 실버호크를 위기에서 구해냈다. 그로 인해 순직한 실버호크가 되살아나 그의 활약이 리셋된데다 이후 별다른 활약이 없다는 것이 문제지만.
콘도르(Condor)
- 한국어판 성우 - ???

천리안의 옛 동료로 실버호크의 지원을 위해 돌아왔다. 구형모델이라 자체 비행능력이 없어 비행용 팩을 짊어져야 날아다닐 수 있다.
스트라이커(Moon Stryker)
- 한국어판 성우 - ???

실버호크에 추가 대원으로 들어오게 되는 대원중 한 명으로 신형 모델인지 하반신에 회오리를 일으키면서 비행할 수 있다. 실버호크의 통상적인 날개펴기도 가능하다.

### 몬스타 군단(Mon*Star's Mob)
몬스터(Mon*Star)
- 한국어판 성우 - 김태훈

몬스타 군단의 리더. 300년 넘게 림보라는 감옥에 갇혀 있었으며 탈옥을 두번이나 하였다. 빨간머리에 근육질의 턱수염 애꾸눈 노인처럼 보이나 별의 힘을 받아 강화되면 온몸이 철갑으로 덮인 형태가 된다. 오징어처럼 생긴 우주 생물을 개조해 문어발(Sky-Runner)이라는 이름으로 부르며 탑승용 메카로 활용한다. 변신 미소녀도 아닌 주제에 종종 (한국어판에서) "전능하신 연옥의 달이시여~"로 시작하는 재활용 변신씬으로 시간을 잡아먹는다.
능구렁이(Yes-Man)
- 한국어판 성우 - 故 한규희

몬스타의 수하로 그냥 심부름하는 부하 노릇이지만, 딱 한번 몬스터가 별의 힘을 받는데 옆에서 꼽사리 껴서 파워업하고 하극상을 한 적이 있긴 하다.
멜로디아(Melodia)
- 한국어판 성우 - 김수희

몬스타 군단의 홍일점. 기타를 연주해 음파공격을 하는 캐릭터로 카우보이와 라이벌 기믹.
속사포(Hardware)
- 한국어판 성우 - ???

몬스타 군단의 엔지니어로 평소 온갖 연장(+무기)들을 베낭에 짊어지고 다닌다. 짝퉁 퀵실버를 만들어 실버호크를 위기로 몰아넣은 적도 있었으며 후일 몬스타 군단의 정찰 유닛인 사이보그 박쥐인 악마새(Sky Shadow)도 그의 작품. 악마새가 퀵실버랑 1:1로 대결하다가 된통당하고 돌아오자 몬스터는 '쓸모도 없는 놈!' 이라고 외면하던 거랑 달리 다친 악마새를 안쓰러운 얼굴로 쓰다듬으며 "그래,수고많았다..."라며 위로해준다든지 자신이 만든 물건에 대하여 애정이 깊다.
황소뿔(Mumbo-Jumbo)
- 한국어판 성우 - ???

몬스타 군단중 몬스터를 제외하면 무력으로는 톱 클래스. 전투모드로 변신하면 미노타우르스 타입에서 육체파(?) 황소 형태가 된다. 그러나, 소라서 그런지 아마존이 투우사 흉내를 내며 도발을 걸면 바로 낚여서 개돌. 그리고, 관광을 탄다.
분자돌이(Mo-Lec-U-Lar)
- 한국어판 성우 - ???

외모를 자유자재로 바꿀 수 있는 변신 능력자. 사람, 사물 어떤 것으로도 변신이 가능하다.
타임 스토퍼(Timestopper)
- 한국어판 성우 - 김수희

가슴의 스톱워치를 이용해 주변의 시간을 1분 정도 일시적으로 정지시킬 수 있는 능력을 갖고 있다. 덕분에 실버호크를 물먹이는 일도 있으나, 어둠에 대한 공포가 있다는 점이 드러나 실버호크에게 관광타는 일이 가끔 생긴다. 밸런스 문제탓인지 등장횟수가 많지는 않다.
왕도박(Poker-Face)
- 한국어판 성우 - 김태훈

카지노 우주선 주인으로 사이보그. 불법 도박도 벌이지만, 도박장의 위치가 실버호크의 관할지역 밖에 있어서 손을 못대는 경우가 태반이다. 무기는 손에 늘 쥐고 있는 봉인데 평범하게 생긴 나무봉같으나 빔이 발사된다. 이름답게 눈에 슬롯머신같은 장치를 달아서 기분에 따라 슬롯머신처럼 움직이며 기분을 나타낸다.
기억지우개(Zero the Memory Thief)
- 한국어판 성우 - ???

상대의 기억을 지우는 것뿐 아니라 복사, 붙여넣기도 가능한 것 같다.
사냥꾼(Bounty Hunter)
- 한국어판 성우 - ???

에너지를 흡수하는 능력을 가진 악당. 과거 천리안에게 체포당하였으나 탈옥에 성공, 그를 잡으려던 실버호크 대원들이 능력에 당해 되려 사로 잡혔으나 천리안이 태양 에너지 바주카를 사용해 체포에 성공한다. 그러나 이후 재탈옥, 또 다시 실버호크를 관광시키고 천리안도 태양열이 닿지 않는 곳으로 유인해 바주카를 무용지물로 만들고 사로 잡아버리지만, 이번엔 황금날개가 마술로 숨겨둔 바주카를 꺼내 체포에 성공한다.

## 우리말 제작
- 주제가작곡/강인구
- 노래/작은별가족
- 우리말녹음 - 김용식·김태훈·김기현·권혁수·이선호·박기량·최성우·신성호·이규연·김관철·김수희·이병식외
- 녹음기술 - 권영화
- 타이틀디자인 - 김양배
- 번역 - 박찬순
- 녹음연출 - 안택호

## 에피소드
| 회차 | 부제                                          | 본 방송일        | 본 방송일        |
| 회차 | 부제                                          | 미국             | 대한민국         |
| ---- | --------------------------------------------- | ---------------- | ---------------- |
| 1화  | 실버호크의 탄생 (The Origin Story)            | 1986년 9월 8일   | 1988년 10월 12일 |
| 2화  | (Journey to Limbo)                            | 1986년 9월 9일   | 1988년 10월 13일 |
| 3화  | (The Planet Eater)                            | 1986년 9월 10일  | 1988년 10월 14일 |
| 4화  | 위기의 태양 (Save The Sun!)                   | 1986년 9월 11일  | 1988년 10월 26일 |
| 5화  | 수정광산 폭파 명령 (Stop Timestopper!)        | 1986년 9월 12일  | 1988년 10월 21일 |
| 6화  | (Darkbird)                                    | 1986년 9월 15일  | 1988년 10월 27일 |
| 7화  | 왕도박의 음모 (The Backroom)                  | 1986년 9월 16일  | 1988년 10월 28일 |
| 8화  | (The Threat of Dritt)                         | 1986년 9월 17일  | 1988년 11월 10일 |
| 9화  | 악마새 (Sky-Shadow)                           | 1986년 9월 18일  | 1988년 11월 2일  |
| 10화 | 속사포를 잡아라! (Magnetic Attraction)        | 1986년 9월 19일  | 1988년 11월 11일 |
| 11화 | 황금방패 (Gold Shield)                        | 1986년 9월 22일  | 1988년 11월 4일  |
| 12화 | (Zero The Memory Thief)                       | 1986년 9월 23일  | 1988년 10월 19일 |
| 13화 | 멜로디아의 탈출 (The Milk Run)                | 1986년 9월 24일  | 1988년 11월 16일 |
| 14화 | (The Hardware Trap – Part I)                  | 1986년 9월 25일  | 1988년 11월 24일 |
| 15화 | (The Hardware Trap – Part II)                 | 1986년 9월 26일  | 1988년 11월 25일 |
| 16화 | 유성들의 경주 (Race Against Time)             | 1986년 9월 29일  | 1988년 11월 17일 |
| 17화 | (Operation Big Freeze)                        | 1986년 9월 30일  | 1988년 10월 20일 |
| 18화 | (The Ghost Ship)                              | 1986년 10월 1일  | 1988년 12월 2일  |
| 19화 | 우주선 경주 (The Great Galaxy Race)           | 1986년 10월 2일  | 1988년 12월 1일  |
| 20화 | (Fantascreen)                                 | 1986년 10월 3일  | 1988년 12월 9일  |
| 21화 | (Hotwing Hits Limbo)                          | 1986년 10월 6일  | 1988년 11월 11일 |
| 22화 | 인간 축전지 (The Bounty Hunter)               | 1986년 10월 7일  | 1988년 12월 8일  |
| 23화 | 왕부리의 실수 (Zeek’s Fumble)                 | 1986년 10월 8일  | 1988년 12월 15일 |
| 24화 | 쌍둥이의 이심전심 (The Fighting Hawks)        | 1986년 10월 9일  | 1988년 11월 3일  |
| 25화 | 독재자의 최후 (The Renegade Hero)             | 1986년 10월 10일 | 1988년 12월 16일 |
| 26화 | 가짜 실버호크 (One on One)                    | 1986년 10월 13일 | 1988년 12월 22일 |
| 27화 | 능구렁이 변신 (No More Mr. Nice Guy!)         | 1986년 10월 14일 | 1988년 12월 23일 |
| 28화 | 혜성의 공포 (Music of the Spheres)            | 1986년 10월 15일 | 1988년 12월 28일 |
| 29화 | 황금도둑 (Limbo Gold Rush)                    | 1986년 10월 16일 | 1988년 12월 29일 |
| 30화 | 컴퓨터의 위기 (Countdown to Zero)             | 1986년 10월 17일 | 1988년 12월 30일 |
| 31화 | 인공태양 (Amber Amplifier)                    | 1986년 10월 20일 | 1989년 1월 4일   |
| 32화 | 지구의 위기 (The Saviour Stone)               | 1986년 10월 21일 | 1989년 1월 5일   |
| 33화 | 땅벌로보트 (Smiley)                           | 1986년 10월 22일 | 1989년 1월 6일   |
| 34화 | 나비넥타이를 구하라! (Gotbucks)               | 1986년 10월 23일 | 1989년 1월 11일  |
| 35화 | 가짜 구조신호 (Melodia’s Siren Song)          | 1986년 10월 24일 | 1989년 1월 12일  |
| 36화 | (Tally-Hawk Returns)                          | 1986년 10월 27일 | 1989년 1월 13일  |
| 37화 | (Undercover)                                  | 1986년 10월 28일 | 1989년 1월 20일  |
| 38화 | 무한대 미사일 (Eye of Infinity)               | 1986년 10월 29일 | 1989년 1월 18일  |
| 39화 | 홍수를 막아라! (A Piece of the Action)        | 1986년 10월 30일 | 1989년 1월 19일  |
| 40화 | 미래의 실버호크 (Flashback)                   | 1986년 10월 31일 | 1989년 1월 25일  |
| 41화 | 은수리와 악마새 (Super Birds)                 | 1986년 11월 3일  | 1989년 2월 2일   |
| 42화 | 변신의 명수 (The Blue Door)                   | 1986년 11월 4일  | 1989년 2월 9일   |
| 43화 | 잃어버린 보석 (The Star of Bedlama)           | 1986년 11월 5일  | 1989년 2월 1일   |
| 44화 | 위험한 마술 (The Illusionist)                 | 1986년 11월 6일  | 1989년 2월 3일   |
| 45화 | 돌아온 괴물사냥꾼 (The Bounty Hunter Returns) | 1986년 11월 7일  | 1989년 2월 8일   |
| 46화 | 잃어버린 소포 (The Chase)                     | 1986년 11월 10일 | 1989년 2월 15일  |
| 47화 | 악당이된 실버호크 (Switch)                    | 1986년 11월 11일 | 1989년 2월 10일  |
| 48화 | 천리안의 위기 (Junkyard Dog)                  | 1986년 11월 12일 | 1989년 1월 27일  |
| 49화 | (Window in Time)                              | 1986년 11월 13일 |                  |
| 50화 | 악당들의 싸움 (Gangwar – Part I)              | 1986년 11월 14일 | 1989년 2월 16일  |
| 51화 | 악당들의 복수 (Gangwar – Part II)             | 1986년 11월 17일 | 1989년 2월 17일  |
| 52화 | 몬스터 체포작전 (Sneak Attack – Part I)       | 1986년 11월 18일 | 1989년 2월 23일  |
| 53화 | 몬스터의 탈출 (Sneak Attack – Part II)        | 1986년 11월 19일 | 1989년 3월 2일   |
| 54화 | 화산석의 마력 (Moon*Star)                     | 1986년 11월 20일 | 1989년 3월 3일   |
| 55화 | 말썽꾸러기 왕부리 (Diamond Stick-Pin)         | 1986년 11월 21일 | 1989년 3월 8일   |
| 56화 | 빛기둥을 돌려라! (Burnout)                    | 1986년 11월 24일 | 1989년 3월 9일   |
| 57화 | 새로운 대원 (Battle Cruiser)                  | 1986년 11월 25일 | 1989년 3월 10일  |
| 58화 | 자동혜성의 위기 (Small World)                 | 1986년 11월 26일 | 1989년 3월 15일  |
| 59화 | 이상한 권투경기 (Match-Up)                    | 1986년 11월 27일 | 1989년 3월 16일  |
| 60화 | 돌아온 천리안 (Stargazer’s Refit)             | 1986년 11월 28일 | 1989년 3월 17일  |
| 61화 | (The Invisible Destroyer)                     | 1986년 12월 1일  |                  |
| 62화 | 초대형 은수리 (The Harder They Fall)          | 1986년 12월 2일  | 1989년 3월 22일  |
| 63화 | 새로운 무법자 (Uncle Rattler)                 | 1986년 12월 3일  | 1989년 3월 23일  |
| 64화 | (Zeek’s Power)                                | 1986년 12월 4일  | 1989년 3월 24일  |
| 65화 | 이상한 공중전 (Airshow)                       | 1986년 12월 5일  | 1989년 3월 29일  |